# マイク・フォンテノー
マイケル・ユージーン・フォンテノー（Michael Eugene "Mike" Fontenot, 1980年6月9日 - ）は、アメリカ合衆国・ルイジアナ州セントタマニー郡スライデル出身の元プロ野球選手（内野手）。
シカゴ・カブス所属時は、ルイジアナ州立大学でもチームメイトであったライアン・テリオと共に、ルイジアナ州に多い沼地から、「バイユー・ボーイズ」とも呼ばれていた。

## 経歴

### プロ入り前
サルメン高等学校卒業後の1999年、MLBドラフト21巡目（全体625位）でタンパベイ・デビルレイズから指名されたが拒否し、ルイジアナ州立大学へ進学。
2000年はチームの主軸として活躍し、カレッジ・ワールドシリーズの優勝に貢献。「All-Tournament Team」の二塁手部門で選出された。また、「Baseball America First-Team Freshman All-American」、「Collegiate Baseball National Co-Freshman of the Year」「The Sporting News National Freshman of the Year」「Southeastern Conference Freshman of the Year」など数々の新人賞を受賞した。

### オリオールズ傘下時代
2001年、MLBドラフト1巡目（全体19位）でボルチモア・オリオールズから指名され、9月5日に契約。
2002年はA+級フレデリック・キーズで122試合に出場し、8本塁打53打点13盗塁、打率.264だった。
2003年はAA級ボウイ・ベイソックスで126試合に出場し、12本塁打66打点16盗塁、打率.325だった。
2004年はAAA級オタワ・リンクスで136試合に出場し、8本塁打49打点14盗塁、打率.279だった。

### カブス時代
2005年2月2日にサミー・ソーサとのトレードでデイブ・クロウザースと共にシカゴ・カブスへ移籍。AAA級アイオワ・カブスで開幕を迎え、4月11日にメジャー初昇格を果たした。4月13日のサンディエゴ・パドレス戦で代走としてメジャーデビュー。4月23日にAAA級アイオワへ降格したが、5月13日に再昇格。5月20日に再び降格した。この年はメジャーで7試合に出場した。AAA級では111試合に出場し、6本塁打39打点3盗塁、打率.272だった。11月19日に40人枠から外れ、マイナー契約となった。
2006年はメジャー昇格はなく、AAA級アイオワで111試合に出場し、8本塁打36打点5盗塁、打率.296だった。
2007年はAAA級アイオワで開幕を迎え、5月15日にメジャー昇格した。同日のニューヨーク・メッツ戦でアラミス・ラミレスの代打として、8点リードの8回表に出場し、アンビオリックス・バーゴスからメジャー初安打初打点となる適時二塁打を放った。5月18日にAAA級アイオワへ降格した。6月9日に再昇格。6月10日のアトランタ・ブレーブス戦では7回表にバディ・カーライルからメジャー初本塁打を記録した。86試合に出場し、3本塁打29打点5盗塁、打率.278だった。
2008年は自身初の開幕ロースター入りを果たし、119試合に出場。9本塁打40打点2盗塁、打率.305だった。
2009年2月25日にカブスと1年契約に合意。135試合に出場し、9本塁打43打点4盗塁、打率.236だった。
2010年1月19日にカブスと1年契約に合意。75試合に出場し、1本塁打20打点1盗塁、打率.284だった。

### ジャイアンツ時代
2010年8月11日にエバン・クロフォードとのトレードでサンフランシスコ・ジャイアンツへ移籍。28試合に出場し5打点、打率.282だった。12月2日にジャイアンツと1年契約に合意した。
2011年は開幕ロースター入りを果たしたが、5月25日のフロリダ・マーリンズ戦で股関節を痛め、5月26日に故障者リスト入りした。7月8日に復帰。この年は85試合に出場し、4本塁打21打点5盗塁、打率.227だった。12月12日にジャイアンツと1年契約に合意した。
2012年3月30日に放出された。

### フィリーズ時代
2012年4月13日にフィラデルフィア・フィリーズとマイナー契約を結んだ。5月12日にメジャー昇格。5月18日のボストン・レッドソックス戦で右手を負傷したが、5月21日に復帰。47試合に出場し、1本塁打5打点、打率.289だった。8月1日にDFAとなり、8月5日に放出された。

### レイズ傘下時代
2012年11月29日にタンパベイ・レイズとマイナー契約を結んだ。
2013年はAAA級ダーラム・ブルズで120試合に出場し、4本塁打42打点6盗塁、打率.264だった。11月5日にFAとなった。
2014年1月9日にワシントン・ナショナルズとマイナー契約を結んだが、3月26日に放出された。4月1日にタンパベイ・レイズとマイナー契約を結んだ。シーズン終了後にFAとなった。

## 詳細情報

### 年度別打撃成績
| 年 度    | 球 団    | 試 合 | 打 席 | 打 数 | 得 点 | 安 打 | 二 塁 打 | 三 塁 打 | 本 塁 打 | 塁 打 | 打 点 | 盗 塁 | 盗 塁 死 | 犠 打 | 犠 飛 | 四 球 | 敬 遠 | 死 球 | 三 振 | 併 殺 打 | 打 率 | 出 塁 率 | 長 打 率 | O P S |
| -------- | -------- | ----- | ----- | ----- | ----- | ----- | -------- | -------- | -------- | ----- | ----- | ----- | -------- | ----- | ----- | ----- | ----- | ----- | ----- | -------- | ----- | -------- | -------- | ----- |
| 2005     | CHC      | 7     | 5     | 2     | 4     | 0     | 0        | 0        | 0        | 0     | 0     | 0     | 0        | 0     | 0     | 2     | 0     | 1     | 0     | 0        | .000  | .600     | .000     | .600  |
| 2007     | CHC      | 86    | 260   | 234   | 32    | 65    | 12       | 4        | 3        | 94    | 29    | 5     | 4        | 1     | 3     | 22    | 0     | 0     | 43    | 5        | .278  | .336     | .402     | .738  |
| 2008     | CHC      | 119   | 284   | 243   | 42    | 74    | 22       | 1        | 9        | 125   | 40    | 2     | 0        | 3     | 1     | 34    | 2     | 3     | 51    | 1        | .305  | .395     | .514     | .909  |
| 2009     | CHC      | 135   | 419   | 377   | 38    | 89    | 22       | 2        | 9        | 142   | 43    | 4     | 1        | 0     | 5     | 35    | 4     | 2     | 83    | 7        | .236  | .301     | .377     | .677  |
| 2010     | CHC      | 75    | 185   | 169   | 14    | 48    | 11       | 3        | 1        | 68    | 20    | 1     | 2        | 1     | 2     | 10    | 0     | 3     | 28    | 3        | .284  | .332     | .402     | .734  |
| 2010     | SF       | 28    | 76    | 71    | 10    | 20    | 2        | 0        | 0        | 22    | 5     | 0     | 2        | 0     | 0     | 5     | 0     | 0     | 13    | 0        | .282  | .329     | .310     | .639  |
| '10計    | SF       | 103   | 261   | 240   | 24    | 68    | 13       | 3        | 1        | 90    | 25    | 1     | 4        | 1     | 2     | 15    | 0     | 3     | 41    | 3        | .283  | .331     | .375     | .706  |
| 2011     | SF       | 85    | 252   | 220   | 22    | 50    | 15       | 3        | 4        | 83    | 21    | 5     | 1        | 2     | 4     | 25    | 3     | 1     | 48    | 3        | .227  | .304     | .377     | .681  |
| 2012     | PHI      | 47    | 105   | 97    | 13    | 28    | 2        | 0        | 1        | 33    | 5     | 0     | 1        | 0     | 0     | 7     | 2     | 1     | 23    | 2        | .289  | .343     | .340     | .683  |
| MLB：7年 | MLB：7年 | 582   | 1586  | 1413  | 175   | 374   | 86       | 13       | 27       | 567   | 163   | 17    | 11       | 7     | 15    | 140   | 11    | 11    | 289   | 21       | .265  | .332     | .401     | .734  |

### 背番号
- 29（2005年）
- 17（2007年 - 2010年途中）
- 14（2010年途中 - 2011年）
- 18（2012年）